# Åby, Växjö kommun
Åby är en tätort i Växjö kommun i Kronobergs län vid Helgasjöns norra del.

## Historik
Åby omtalas i skriftliga handlingar första gången 1402 och var redan på 1400-talet frälsegård. Åby herrgård har bland annat tillhört släktena Trolle, Sparre, Gyllenankar, Ulfsparre, Sprengtporten, Dankwardt och Gyllensvärd. Vid vattenfallet i Åbyån hade säteriet kvarnverksamhet och senare sågverk och hyvleri. Under Åby lydde även under 1800-talet ett tegelbruk. Här anlades senare en havregrynsfabrik, vilken dock lades ned i början av 1900-talet då fabrikslokalerna övertogs av Åby Möbelfabrik. Fabriken lades ned 1976.

### Befolkningsutveckling
| Befolkningsutvecklingen i Åby 1960–2020 | Befolkningsutvecklingen i Åby 1960–2020 | Befolkningsutvecklingen i Åby 1960–2020 | Befolkningsutvecklingen i Åby 1960–2020 | Befolkningsutvecklingen i Åby 1960–2020 |
| --------------------------------------- | --------------------------------------- | --------------------------------------- | --------------------------------------- | --------------------------------------- |
|                                         |                                         |                                         |                                         |                                         |
| År                                      |                                         |                                         | Folkmängd                               | Areal (ha)                              |
| 1960                                    | 1960                                    |                                         | 258                                     |                                         |
| 1965                                    | 1965                                    |                                         | 245                                     |                                         |
| 1970                                    | 1970                                    |                                         | 246                                     |                                         |
| 1975                                    | 1975                                    |                                         | 298                                     |                                         |
| 1980                                    | 1980                                    |                                         | 400                                     |                                         |
| 1990                                    | 1990                                    |                                         | 480                                     | 73                                      |
| 1995                                    | 1995                                    |                                         | 452                                     | 73                                      |
| 2000                                    | 2000                                    |                                         | 447                                     | 73                                      |
| 2005                                    | 2005                                    |                                         | 451                                     | 73                                      |
| 2010                                    | 2010                                    |                                         | 456                                     | 73                                      |
| 2015                                    | 2015                                    |                                         | 433                                     | 59                                      |
| 2020                                    | 2020                                    |                                         | 418                                     | 60                                      |
|                                         |                                         |                                         |                                         |                                         |

## Sevärdheter
Ångaren Thor trafikerar Helgasjön och slussar här upp till övre delen av sjösystemet under sommaren.

## Sport
I Åby finns idrottsföreningen Åby/Tjureda IF som bedriver fotboll och bandy.
Föreningens herrlag Åby/Tjureda i bandy gick 2019 upp i Elitserien, vilket har lett till att man har byggt en hall, Eriksson Arena, som stod färdig i november 2019.